# Skigebiet Magura
Das Skigebiet Magura liegt auf den Osthängen der Magura Małastowska in dem polnischen Gebirgszug der Niederen Beskiden auf dem Gemeindegebiet von Sękowa (Ort Małastów) im Powiat Gorlicki in der Woiwodschaft Kleinpolen. Es befindet sich in der Nähe der Woiwodschaftsstraße 977. Das Skigebiet wird von dem Unternehmen Ski Park Magura Spółka z o.o. betrieben. Das Skigebiet liegt unmittelbar im Zentrum von Małastów und ist mit dem Pkw erreichbar. An der unteren Station gibt es Parkplätze und mehrere Restaurants. Im Skigebiet gibt es auch eine 2,5 km lange Langlaufloipe.

## Lage
Das Skigebiet befindet sich auf einer Höhe von 530 bis 790 Metern. Der Höhenunterschied der Pisten beträgt etwa 260 Meter. Es gibt eine rote (schwierige), zwei blaue und zwei grüne Pisten. Die Gesamtlänge der Pisten beträgt etwa 5,7 Kilometer. Die längste Piste ist etwa 1,4 Kilometer lang.

## Beschreibung

### Skilifte
Im Skigebiet gibt es einen Sessellift. Die Skilifte führen von Małastów auf den Osthang der Niederen Beskiden.
| Name        | Art        | Hersteller | Breite Personen | Länge (m) | Zeit (min) | Höhenunterschied (m) | Personen pro Stunde | Obere Station | Obere Station | Untere Station | Untere Station | Vmax (m/s) |
| Name        | Art        | Hersteller | Breite Personen | Länge (m) | Zeit (min) | Höhenunterschied (m) | Personen pro Stunde | Ort           | Höhe (m üNN)  | Ort            | Höhe (m üNN)   | Vmax (m/s) |
| ----------- | ---------- | ---------- | --------------- | --------- | ---------- | -------------------- | ------------------- | ------------- | ------------- | -------------- | -------------- | ---------- |
| Magura      | Sessellift | Tatrapoma  | 4               | 1072      |            | 260                  | 2200                | Obere Station | 790           | Untere Station | 530            |            |
| Toranaga I  | Tellerlift |            | 1               | 500       |            |                      | 400                 |               |               |                |                |            |
| Toranaga II | Tellerlift |            | 1               | 400       |            |                      | 360                 |               |               |                |                |            |
| Gucio       | Tellerlift |            | 1               | 150       |            |                      |                     |               |               |                |                |            |

### Skipisten
Von den Bergen führen fünf Skipisten ins Tal.
| Name | Schwierigkeit | Start         | Start        | Ziel           | Ziel         | Länge (m) | Höhenunterschied (m) | Neigung (%) | Licht | Kunstschnee | FIS    | FIS | Anmerkungen |
| Name | Schwierigkeit | Name          | Höhe (m üNN) | Name           | Höhe (m üNN) | Länge (m) | Höhenunterschied (m) | Neigung (%) | Licht | Kunstschnee | Nummer | bis | Anmerkungen |
| ---- | ------------- | ------------- | ------------ | -------------- | ------------ | --------- | -------------------- | ----------- | ----- | ----------- | ------ | --- | ----------- |
| I    | Rot           | Obere Station | 790          | Untere Station | 530          | 1400      | 260                  | 18          | Ja    | Ja          |        |     |             |
| II   | Blau          |               |              |                |              | 450       | 97                   | 22          | Ja    | Ja          |        |     |             |
| III  | Blau          |               |              |                |              | 550       | 97                   | 18          | Ja    | Ja          |        |     |             |
| III  | Grün          |               |              |                |              | 150       | 21                   | 14          | Ja    | Ja          |        |     |             |
| VI   | Grün          |               |              |                |              | 3050      | 260                  | 9           | Nein  | Ja          |        |     |             |